# Herina frondescentiae
Herina frondescentiae es una especie de mosca del género Herina, familia Ulidiidae.

## Descripción
Es una especie de humedal que mide aproximadamente 3 a 4 milímetros (0,12 a 0,16 pulgadas) de largo.

## Distribución
Se encuentra en Suecia, Finlandia, Dinamarca, Letonia, Reino Unido, Irlanda, Francia, Países Bajos, Alemania, España, Andorra, Italia, Hungría, Rumania, Albania, Ucrania, Croacia, Estonia, Polonia, Lituania, República Checa, Eslovaquia, y Suiza.